# Филонич Антоніна Олексіївна
Антоніна Олексіївна Филонич (нар. 9 жовтня 1970, с. Остапівка, Миргородський район, Полтавська область) — українська поетеса.

## Життєпис
Закінчила середню школу в селі Комишня.
Керувала дитячою літературною студією в місті Миргород.
З 2005 року працює керівником зразкової дитячої літературної студії «Мальва» при Обухівському районному Центру творчості дітей та юнацтва.
Проживає в селі Халеп'я Обухівського району Київської області. Дружина Василя Трубая.

## Творчість
Автор трьох поетичних книг:
- «Біла квітка», 2000,
- «Голос вовчиці», 2005,
- «Вціліле сонце», 2016.

Член Національної спілки письменників України з 2004 року.